# Kalininsko-Solntsevskaja-lijn
De Kalininsko-Solntsevskaja-lijn voorheen Kalininskaja-metrolijn is een metrolijn van de metro van Moskou. Op plattegronden wordt de lijn aangegeven met de kleur geel. Het nummer van de lijn is 8. Metrostellen hebben op lijn 8 altijd acht wagons. In afwijking van de Moskouse gewoonte de lijnen te noemen naar de wijken die bediend worden is het eerste deel van lijn 8 genoemd naar Michael Kalinin die tijdens de Tweede Wereldoorlog president van de Sovjet-Unie was. Aan de naam is in verband met de verlenging naar het zuidwesten de naam Solntsevskaja toegevoegd naar de zuidwestelijke annexatie buiten de MKAD, Solntsevo.

## Geschiedenis
De gele lijn was al in de plannen van 1932 opgenomen als verbinding tussen oost en noord-west langs de zuid-westpunt van het Kremlin van Moskou ongeveer waar nu station Aleksandrovski Sad ligt. De lijn zou in oostelijke richting langs de zuidelijke muur van het Kremlin langs de Moskva lopen en daarna globaal het in 1979 geopende traject volgen. In noordwestelijke richting zou via een traject onder het centrum het station Barrikadnaja worden bereikt en daarna het tracé van de huidige lijn 7 worden gevolgd. De bouw van de lijn werd echter pas gestart in het zicht van de Olympische Zomerspelen van 1980 en inmiddels was het beoogde verzorgingsgebied aan de noord-westkant van de stad al voorzien van metrolijnen. De lijn werd dan ook allereerst gebouwd tussen de ringlijn en de oostelijke buitenwijken. De stations van deze lijn hebben weer een eigen karakter en alleen Novogirejevo is nog in de Badkamerstijl uit de jaren 60 en 70 gebouwd. In 2012 is aan de oostkant nog een station toegevoegd.

## Gewijzigde plannen
Al in 1970 werd, in verband met een mogelijke oost-westverbinding aan de zuidkant van het Kremlin, het station Tretjakovskaja gebouwd met een cross-platform-overstap. Tot 25 januari 1986 werd slechts een van de twee eilandperrons gebruikt door lijn 6. In plannen van 1985 is nog een verbinding aangegeven tussen Tretjakovskaja en Biblioteka Imeni Lenina, waar door een koppeling aan lijn 4 een oost-westlijn had kunnen ontstaan. Het huidige traject door de binnenstad loopt een stuk zuidelijker naar Smolenskaja en bij de kruising met de ringlijn ter hoogte van Dorogomilovskaja wordt gedacht aan het invoegen van een station in de ringlijn.

## Westwaarts
De lijn aan de westkant van het centrum loopt niet naar het noordwesten maar naar het zuidwesten. Het gevolgde tracé valt ruwweg samen met het zuidelijke deel van de in 1987 voorgestelde randlijn noord-west. Het eerste deeltraject aan de westkant is op 31 januari 2014 geopend tussen Delovoj Tsentr en  Park Pobedy. De eerste drie stations van het verdere traject naar het zuidwesten, de Solntsevskaja-radius, zijn geopend op 16 maart 2017. Op 30 augustus 2018 werd Rasskazovka, op slechts 5 kilometer van de Internationale Luchthaven Vnoekovo, het zuidwestelijke eindpunt. De verlenging tot de luchthaven werd in januari 2019 goedgekeurd en op 6 september 2023 geopend. 

## Door het centrum
Op 26 februari 2018 werden de eerste stations van de Grote Ringlijn aan de westkant van de stad geopend. In verband hiermee werd op 24 februari 2018 de dienst naar het station Delevoj Tsentr gestaakt. De treinen van lijn 8a reden toen verder door naar het noorden, eerst tot aan Petrovski Park en sinds 30 december 2018 tot Savjolovskaja. Sinds de eigen keersporen bij Delovoj Tsentr op 12 december 2020 waren voltooid is Delevoj Tsentr weer het noordelijke eindpunt van lijn 8a. 
Net als bij de eerder gebouwde lijnen 6 en 7 is het de bedoeling dat onder het centrum een tunnel met drie stations wordt gebouwd om de beide delen van de Kalininsko-Solntsevskaja-lijn aan elkaar te koppelen. De aanleg van deze tunnel is voor onbepaalde tijd opgeschort en zolang deze niet berijdbaar is wordt het westelijke deel met lijnnummer 8a aangeduid.

## Stations
| Station                | Overstappunt       | Foto            | Geopend     | Nr. | Opmerkingen               |
| ---------------------- | ------------------ | --------------- | ----------- | --- | ------------------------- |
| Novokosino             |                    |                 | 30 aug 2012 |     |                           |
| Novogirejevo           |                    |                 | 30 dec 1979 | 079 |                           |
| Perovo                 |                    |                 | 30 dec 1979 | 080 |                           |
| Sjosse Entoeziastov    |                    |                 | 30 dec 1979 | 081 |                           |
| Aviamotornaja          |                    |                 | 30 dec 1979 | 082 |                           |
| Plosjtsjad Ilitsja     | (Rimskaja)         |                 | 30 dec 1979 | 083 |                           |
| Marksistskaja          |                    |                 | 30 dec 1979 | 084 |                           |
| Tretjakovskaja         | (Novokoeznetskaja) |                 | 25 jan 1986 | 085 |                           |
| Volchonka              | (Kropotkinskaja)   | gepland station |             |     |                           |
| Pljoesjtsjicha         | (Smolenskaja)      | gepland station |             |     |                           |
| Dorogomilovskaja       | (Rossijskaja)      | gepland station |             |     |                           |
| Delevoj Tsentr         | (Vystavotsjnaja)   |                 | 31 jan 2014 |     | 24 februari 2018 gesloten |
| Park Pobedy            |                    |                 | 31 jan 2014 |     |                           |
| Minskaja               |                    |                 | 16 mrt 2017 |     |                           |
| Lomonosovski Prospekt  |                    |                 | 16 mrt 2017 |     |                           |
| Ramenki                |                    |                 | 16 mrt 2017 |     |                           |
| Mitsjoerinski Prospekt |                    |                 | 30 aug 2018 |     |                           |
| Ozjornaja              |                    |                 | 30 aug 2018 |     |                           |
| Govorovo               |                    |                 | 30 aug 2018 |     |                           |
| Solntsevo              |                    |                 | 30 aug 2018 |     |                           |
| Borovskoje Sjosse      |                    |                 | 30 aug 2018 |     |                           |
| Novoperedelkino        |                    |                 | 30 aug 2018 |     |                           |
| Rasskazovka            |                    |                 | 30 aug 2018 |     |                           |
| Pychtino               |                    |                 | 6 sep 2023  |     |                           |
| Aeroport Vnoekovo      |                    |                 | 6 sep 2023  |     |                           |